# Stéphane Sessègnon
Stéphane Sessègnon (Allahé, 1 de junho de 1984) é um futebolista beninense que atua como meia-atacante. Atualmente joga pelo Gençlerbirliği.

## Carreira
Atuou no Requins de l'Atlantique, Créteil, Le Mans, Paris Saint-Germain, Sunderland, West Bromwich e Montpellier.
Na temporada 2012–13, foi contratado pelo West Bromwich por onde atuou por 4 temporadas, se transferindo para o Montpellier ao fim da temporada 2015–16, permancendo no clube francês por 2 temporadas.
Atualmente, é jogador do clube turco Gençlerbirliği desde a temporada 2018–19.

## Seleção
Ele representou o elenco da Seleção Beninense de Futebol no Campeonato Africano das Nações de 2008 e 2010.